# La Brita Esperantisto
La Brita Esperantisto (lett. "l'esperantista britannico"; in inglese The British Esperantist) è una rivista della Esperanto Association of Britain.

## Contenuto
La rivista si rivolge agli inglesi e tratta sia il movimento esperantista britannico sia le notizie nel paese. Il contenuto spazia da notizie su eventi esperantisti a luoghi, storia, libri, persone.
A volte la rivista contiene traduzioni (dall'inglese) di articoli apparsi in riviste inglesi oppure poesie in entrambe le lingue.

## Galleria d'immagini

Logo originale della rivista
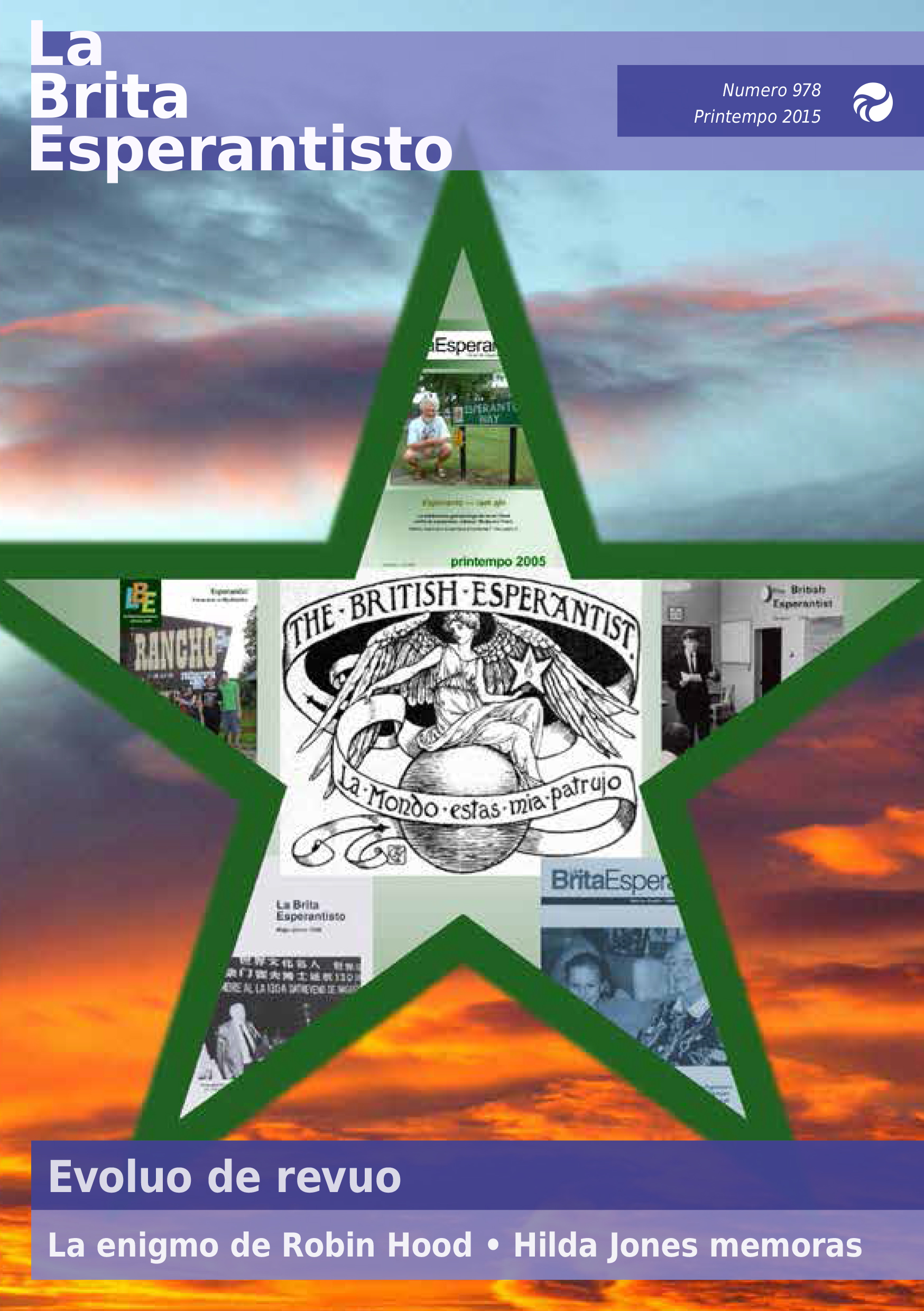
Copertina del numero di Primavera 2015